# بيتر سي بياركمان
بيتر سي بياركمان (19 مايو 1941-1 أكتوبر 2018) مؤرخًا أمريكيًا ومؤلفًا مستقلًا ومعلقًا على لعبة البيسبول التي لعبت في كوبا بعد ثورة 1959 الشيوعية.